# Charles Hard Townes
Charles Hard Townes (n. 28 iulie 1915, Greenville⁠(d), Carolina de Sud, SUA – d. 27 ianuarie 2015, Oakland, California, SUA) a fost un fizician american, laureat al Premiului Nobel pentru Fizică în anul 1964, împreună cu fizicienii sovietici Nikolai Basov și Alexandr Prohorov, pentru crearea primilor maseri și laseri.
S-a născut în Greenville, Statul Carolina de Sud pe data de 28 iulie 1915, părinții acestuia fiind Henry Keith Townes și Ellen (Hard) Townes iar tatăl fiind avocat. A urmat școlile publice din Greenville iar apoi Universitatea Furman unde a și îndeplinit cerințele pentru a obține diploma de licență în Fizică și diploma de licență în Limbi Moderne. A absolvit “summa cum laude” (cea mai înaltă distincție) în anul 1935 la vârstă de 19 ani. Fizica l-a fascinat încă de la primul curs din cel de-al doilea an de colegiu datorită frumuseții structurilor logice. Totodată acesta era interesat de istoria naturală în timp ce lucra la Furman ca responsabil al muzeului și pe timpul verii ca și colecționar pentru tabăra de biologie a Universității Furman.
Townes a terminat munca pentru Masterul în Fizică la Universitatea Duke în 1936 iar apoi a primit Doctoratul în anul 1939 cu ajutorul unei teze despre separarea izotopilor și rotirii nucleare.
A fost membru al echipei tehnice din Laboratoarele “Bell Telephone” din 1933 până în 1947. Doctorul Townes lucrând intensiv în timpul Celui de-al Doilea Război Mondial în crearea sistemelor radar de bombardament și având un număr impresionant de patente în legătură cu tehnologia. După aceea, și-a îndreptat atenția în a aplica tehnicile de microunde din timpul războiului pentru spectroscopie pe care a prevăzut-o ca o unealtă puternică în studierea structurilor atomilor și moleculelor și ca o potențială bază în a controla undele electromagnetice.
La Universitatea din Columbia a continuat cercetările în legătură cu fizica microundelor, în mod particular studiind interacțiunile dintre microunde și molecule și folosind microundele spectrale pentru studierea structurilor moleculelor, atomilor și nucleelor. În 1951, doctorul Townes a conceput ideea de maser iar câteva luni mai târziu el și asociații lui au început munca la un dispozitiv folosind gazul de amoniac ca un mediu activ. În 1954, prima amplificare și generare de unde electromagnetice prin emisiile stimulate au fost obținute de doctorul Townes și studenții acestuia dând nume acestui dispozitiv drept “maser” care este un acronim pentru amplificare cu microunde prin emisie stimulată de radiație. În 1958 Doctorul Townes și fratele său vitreg Doctorul A.L. Schawlow care pentru scurt timp a fost profesor la Universitatea Stanford, au arătat teoretic faptul că maserii ar putea fi făcuți să opereze în câmpul optic și infraroșu și au propus cum ar putea fi realizat acest lucru în sisteme particulare. Această muncă a rezultat într-o lucrare comună despre maserii optici și infraroșii și lasere (amplificarea luminii prin emisie stimulată de radiație). Alte cercetări au fost efectuate în câmpul opticii neliniare, radioastronomiei și astronomiei infraroșii. El și asistenții lui au detectat primele molecule complexe în spațiul interstelar și au măsurat pentru prima dată masa unei găuri negre din mijlocul galaxiei noastre.
S-a înscris ca Profesor Asociat în Fizică la facultatea din Universitatea Columbia în anul 1948. Townes a fost desemnat profesor în 1950. A fost director executiv al Laboratorului de Radiații Columbia din 1950 până în 1952 și președinte al Departamentului de Fizică între 1952 și 1955.
Din anul 1959 până în 1961, acesta a lipsit de la Universitatea Columbia pentru a fi Vice Președinte și Director de Cercetare al Institutului pentru Analize de Apărare din Washington, D.C., o organizație non-profit care colabora cu guvernul Statelor Unite și era condusă de 7 universități.
În 1961, doctorul Townes a fost numit rector și profesor de fizică la Institutul de Tehnologie din Massachusetts. Ca rector, el a împărtășit cu Președintele, responsabilitățile pentru supravegherea generală a programelor educaționale și de cercetare ale institutului. În 1966, acesta a devenit profesor la Institutul M.I.T. și mai târziu în același an, a demisionat din poziția de rector pentru a se întoarce la cercetări mai importante, în mod particular în domeniul electronicii cuantice și astronomiei. A fost numit profesor universitar la Universitatea din California în 1967. În această poziție, doctorul Townes a luat parte la predare, cercetare și alte activități în mai multe campusuri ale universității cu toate că acesta se afla în campusul Berkeley.
Pe lângă Premiul Nobel, Townes a mai primit Premiul Templeton, pentru contribuții în înțelegerea religiei și un număr de alte premii precum și 27 de diplome din partea mai multor universități.
Doctorul Townes a participat la o serie de comitete științifice care ofereau consultanță agențiilor guvernamentale. Acest aspect includea și faptul că era membru și vicepreședinte al Comitetului Consultativ de Știință al Președintelui U.S, președinte al Comitetului Consultativ pentru prima aterizare umană pe Lună și președinte al Departamentului de Apărare al rachetei MX. Acesta a servit totodată și General Motors și Perkins Elmer Corporations.
Doctorul Townes și soția lui (cu care s-a căsătorit în 1941) locuiesc în 1988 la San Antonio Avenue, Berkeley, California. Au patru fiice, Linda Rosenwein, Ellen Anderson, Carla Kessler și Holly Townes.
Charles H. Townes a murit pe data de 27 ianuarie 2015.  